# Passéna
Passéna est une commune rurale située dans le département de Kampti de la province du Poni dans la région Sud-Ouest au Burkina Faso.

## Géographie
Passéna se trouve à environ 25 km au sud-est de Kampti et à 2 km au sud de Guirina.

## Santé et éducation
Passéna accueille un centre de santé et de promotion sociale (CSPS) tandis que le centre médical est à Kampti et que le centre hospitalier régional (CHR) de la province se trouve à Gaoua.